# ソンゲア
ソンゲア（Songea）は、タンザニア南西部ルヴマ州の州都。ルヴマ州の行政と産業の中心で交通の要衝。

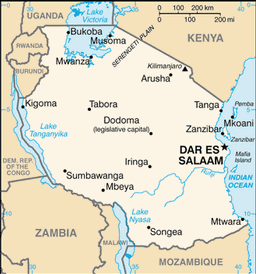
タンザニアの地図（Songeaは南に位置している。モザンビークやマラウイに近い。）

## 概要
人口約140,000人。住人はンゴニ族が主。町の名は、ドイツ領東アフリカの時代の、この地のンゴニ族の権威であったソンゲア・ルワフ・ムバノ（後のマジマジ反乱の際に処刑される）の名に由来する。コランダムや水晶などを産出する。空港、州立病院、競技場、博物館、石炭火力発電所、タバコ乾燥工場などがある。

## 住民
ンゴニ族（アンゴニ族）が最も多い。タンザニアの他の部族と同様に、家庭では部族語とスワヒリ語を使用するが、公の場ではスワヒリ語のみを使用する。日常言語ではないが公共機関では英語も通用する。ンゴニ族の他には、隣接地域が出身のンデンデウレ族、ヤオ族、ベナ族、マテンゴ族などが多い。そのほか、現在では、タンザニア全土から様々な部族の出自を持つ住民が移り住んで暮らしている。沿岸部地域ほど多くはないがインド系タンザニア人やアラブ系タンザニア人も暮らす。外国人は少数の鉱業、教会関係、国際援助関係者などが住む。日本人は、常に数名の青年海外協力隊の隊員がソンゲアを拠点に活動している。
ソンゲアの町ではイスラム教徒とキリスト教徒がほぼ同数と言われている。キリスト教はローマ・カトリック、英国国教会、ルター派教会をはじめ、さまざまな宗派の教会が活動している。イスラム教はスンニ派で、モスクやムスリム学校が存在する。

## 交通
町の郊外には空港があるが、中心都市ダルエスサラームまでバスで1日以内に移動（12～14時間）できるため、一般利用者は少ない。ダルエスサラームまでの全行程が舗装道路のため雨期の影響が少ない。
ソンゲアはルヴマ州の交通の要衝で、町を起点に北はイリンガ、東はムトワラ、西はニャサ湖（マラウィ湖）、南はルヴマ川（ロヴマ川）を越えてモザンビークへと続く道が延びている。州内の幹線道路がソンゲアを中心に十字になっているため、ルヴマ州を通過するためには必ずソンゲアを経由しなければならない。北のイリンガ州に続く道路はイギリスの援助によって整備されたもので、町には小さな記念碑が建つ。

## 歴史
19世紀中頃、ソンゲア周辺はヤオ族（ルヴマ州トゥンドゥルに本拠）の勢力圏であったが、南アフリカから移動してきたンゴニ族（アンゴニ族）が侵入し、これ以降、現在に至るまで、ソンゲア周辺がタンザニアにおけるンゴニ族の本拠地となる（マラウイに根を下ろしたンゴニ族との戦争を経る）。
19世紀の終わりには、ンゴニ族は、勢力を拡大したヘヘ族（イリンガ州に本拠）と衝突するようになるが、ヘヘ族はドイツ領東アフリカ政府軍との戦争に敗北し、力を失った。ドイツ領東アフリカ政府はヘヘ族に並ぶ軍事力を持つンゴニ族を警戒し、ソンゲアに部隊を駐屯させ示威演習を行うなどして牽制したが、1905年にタンザニア南東部でマジ・マジ反乱が勃発すると反乱はソンゲアにも波及した。
ソンゲア周辺における反乱の推移
- 1905年
  - 8月13日、リワレ（リンディ州）県庁が陥落。ンギンド族は当時最強のンゴニ族を引き入れるためマジを持たせた使者を送る。
  - 8月26日、ンギンド族がソンゲアから派遣されたドイツ警察隊を全滅させる。
  - 8月末、ソンゲアのドイツ軍将校リヒター大尉が、ンゴニ族拠点の1つウウェレカの制圧に向かう。
  - 9月3日、ウウェレカを急襲。ンゴニ族は敗退。リヒターは直ちにソンゲアに帰還し守備につく（約6週間）。
  - 9月初め、ンゴニ族部隊がアラブ人交易商の集落を攻撃するも失敗。
  - その後、5,000名のンゴニ族の攻撃隊がソンゲアに向かい、準備を続ける（約1カ月）。
  - 10月17日、ニグマン大尉がソンゲアに向かう。
  - 10月21日、ニグマン隊がンゴニ族攻撃隊に接近。翌朝急襲。ンゴニ族攻撃隊は敗走。
  - 同日、ヨハネス少佐の遠征隊がンゴニ族部隊を破る。
  - 11月2日、ヨハネス隊がウンゴニ（ンゴニの地）制圧。
  - 11月29日、ヨハネス隊がソンゲア入りする。「飢餓戦略」を開始。飢饉発生（1908年頃まで続く）
- 1906年
  - 1月6日、ンゴニ族の反乱の中心人物たちが逮捕される。
  - 2月27日、族長ムプタと副族長たちは、強制的にキリスト教の洗礼を受けさせられたのちに処刑される。
  - 族長が処刑されたことを受け、ソンゲア・ルワフ・ムバノが投降し、絞首刑に処せられる。

この反乱から約100年目にあたる2006年2月には大統領も参加した「マジ・マジ反乱100周年記念集会」がソンゲアのマジマジスタジアムで催された。

## 地理

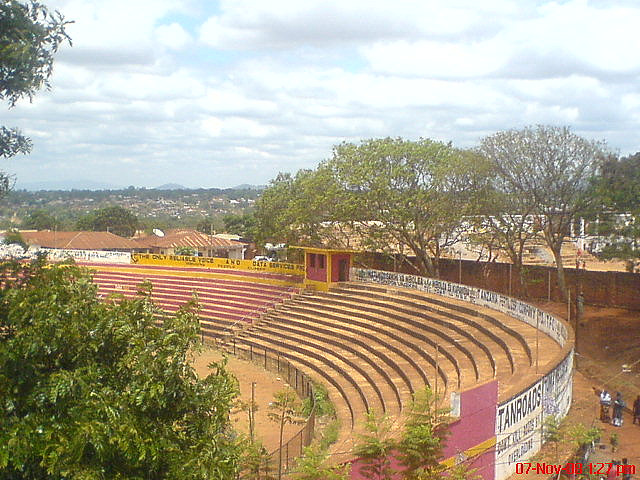
マジ・マジ・スタジアム、ここをホームとするサッカークラブ、マジ・マジFCがある

ソンゲアの町の郊外には東から南にかけてルヴマ川 (Ruvuma River) が流れている。このルヴマ川が下流では大河となり、モザンビークとの国境を成す川となる（モザンビーク側ではポルトガル語でロヴマ川 (Rio Rovuma) と呼ばれる）。州名のルヴマもこの川の名前が由来である。
町の東に位置するマトゴロ山は、町への水の供給に重要な水源となっており、果樹などが植えられている他、アロエが自生し野生の猿も棲息する。カメレオンも生息するが数は少ない。
他のタンザニアの地域と同様、マラリア流行地域の一つ。
ソンゲアの西にはペラミホ、キゴンセラ、ムビンガ、ムバンバ・ベイなどの町が続く。東にはナムトゥンボ、トゥンドゥルなどの町が続く。

## 気候
10月から11月の雨期の始まりは豪雨が続く。冬には防寒着が必要だが降雪はない。